# Peire Duran de Limós
Peire Duran de Limós (segle xiv) fou un trobador del Rasès de qui no se'n sap gairebé res. Sabem de la seva existència perquè en un manuscrit del segle xiv s'atribueix a un personatge d'aquest nom, fabricant de pintes a Limós, un "vers" moral que va rebre la violeta als Jocs Florals de Tolosa el 1373.

La composició de Peire Duran de Limós està formada per cinc estances de deu versos hendecasíl·labs cadascuna, amb esquema mètric ABBACCDDEE ABBACCDDEE ABBACCDDEE etc. i amb totes les rimes o oxítones:
De far un vers soy eras ben d'acort
per fin'amor, pensan del gay saber,
quar e subtils, que dona gran plazer
als amadors, gaug, solas e deport.
E sel que vol d'amor pretz conquistar,
en totz sos faytz deu vicis esquivar;
aman de cor veray, e gen servir
e merceyar si Dons, e'ls bes grazir,
sufren los mals, car, en apres afans,
ab bon esfortz, pot esser benanans.
Qui vol d'amor avenir a bon port,
no vuelha dir a degun son voler,
ni desselar so que pot dan tener,
que fols parlars soen procura mort;
savis es donx qui fug a fol parlar,
e fols qui ditz so que s fay a selar;
e qui sos joys secretz no sab tenir
e mals e bes pessar ab gen cubrir,
no sec lo cors que far deu fis amans,
que vol, en patz, sufrir los bes e 'ls dans.
[...]
[TORNADA]
Mos bels captenhs d'auta valor, ses par,
flors de joven, miralhs de fin pretz car,
la vostr'amors me fay reiovenir,
e 'l dous parlar ab plazent aculhir
me tenon gay, flors gentils, agradans,
per qu'ieu vos soy fizels, himilians.
[ENDRESSA]
Pros coms Gastos, jamay no m vuelh partir
de vos lauzar; ans me deu abelir,
car vostre pretz sobre totz es montans,
comtes e dux, marques ez amirans.